# Olimpijski komite Slovenije
Olimpijski komite Slovenije (kratica: OKS) skrbi za udeležbo slovenskih športnikov na olimpijskih igrah,Mladinskih olimpijskih igrah, Svetovnih igrah, Evropskih igrah, Sredozemskih igrah, Olimpijskem festivalu evropske mladine, Mladinskih igrah Alpe-Jadran ter Mladinskih igrah treh dežel idr. Od decembra 2022 je predsednik Franjo Bobinac.

## Ustanovitev
Olimpijski komite Slovenije je bil ustanovljen 15. oktobra 1991, ter s strani MOK začasno priznan 17. januarja 1992, s čimer se je slovenskim športnikom omogočila prva samostojna udeležba na zimskih olimpijskih igrah v Albertvillu v Franciji. Polnopravno je bil OKS v Mednarodni olimpijski komite vključen 5. februarja leta 1992, prvi predsednik je bil mag. Janez Kocijančič.

## Znak OKS
Znak Olimpijskega komiteja Slovenije je sestavljen iz Triglava, zapisa Slovenija, olimpijskih krogov (ki so obvezen element vsakega logotipa nacionalnega olimpijskega komiteja) ter pripisa Olimpijski komite Slovenije. Triglav je obarvan v zeleno in modro barvo, ki sta značilni barvi slovenskega športa. Znak tvorijo tri osnovne geometrijske oblike: krog (olimpijski krogi) ter trikotnik in kvadrat (zrcalna preslikava trikotnika) kot gradnika Triglava. 

### Predsedniki
| Št. | Predsednik       | Slika | Volitve      | Mandat       | Mandat       | Na čelu komiteja |
| --- | ---------------- | ----- | ------------ | ------------ | ------------ | ---------------- |
| 1   | Janez Kocijančič |       | 1.           | 15. okt 1991 | 22. dec 1994 | 23 let, 62 dni   |
| 1   | Janez Kocijančič | 2.    | 22. dec 1994 | 16. dec 1998 |              | 23 let, 62 dni   |
| 1   | Janez Kocijančič | 3.    | 16. dec 1998 | 3. dec 2002  |              | 23 let, 62 dni   |
| 1   | Janez Kocijančič | 4.    | 3. dec 2002  | 12. dec 2006 |              | 23 let, 62 dni   |
| 1   | Janez Kocijančič | 5.    | 12. dec 2006 | 7. dec 2010  |              | 23 let, 62 dni   |
| 1   | Janez Kocijančič | 6.    | 7. dec 2010  | 16. dec 2014 |              | 23 let, 62 dni   |
| 2   | Bogdan Gabrovec  |       | 7.           | 16. dec 2014 | 16. dec 2018 | 10 let, 88 dni   |
| 2   | Bogdan Gabrovec  | 8.    | 16. dec 2018 | 16. dec 2022 |              | 10 let, 88 dni   |
| 3   | Franjo Bobinac   |       | 9.           | 16. dec 2022 |              | 2 leti, 88 dni   |

## Članice
Članice Olimpijskega komiteja Slovenije so športne zveze, ki usklajujejo vse vidike svojih posameznih športov. Odgovorne so za trening, tekmovanja in razvoj svojih športov. V Sloveniji trenutno deluje 32 olimpijskih poletnih in 7 zimskih športnih zvez.
| Nacionalne športne zveze - članice OKS      | sedež              |
| ------------------------------------------- | ------------------ |
| Smučarska zveza Slovenije                   | Ljubljana          |
| Lokostrelska zveza Slovenije                | Ljubljana          |
| Atletska zveza Slovenije                    | Ljubljana          |
| Badmintonska zveza Slovenije                | Medvode            |
| Zveza za bejzbol in softball Slovenije      | Ljubljana          |
| Kajakaška zveza Slovenije                   | Ljubljana          |
| Košarkarska zveza Slovenije                 | Ljubljana          |
| Bob zveza Slovenije                         | Domžale            |
| Boksarska zveza Slovenije                   | Piran              |
| Veslaška zveza Slovenije                    | Ljubljana          |
| Curling zveza Slovenije (NZOŠ)              | Ljubljana          |
| Kolesarska zveza Slovenije                  | Ljubljana          |
| Konjeniška zveza Slovenije                  | Ljubljana          |
| Sabljaška zveza Slovenije                   | Maribor            |
| Sankaška zveza Slovenije                    | Jesenice           |
| Zveza za hokej na travi Slovenije           | Murska Sobota      |
| Nogometna zveza Slovenije                   | Kranj              |
| Golf zveza Slovenije                        | Ljubljana          |
| Gimnastična zveza Slovenije                 | Ljubljana          |
| Rokometna zveza Slovenije                   | Ljubljana          |
| Hokejska zveza Slovenije                    | Ljubljana          |
| Judo zveza Slovenije                        | Slovenska Bistrica |
| Karate zveza Slovenije                      | Trbovlje           |
| Zveza kotalkarskih športov Slovenije        | Ljubljana          |
| Veslaška zveza Slovenije                    | Bled               |
| Rugby zveza Slovenije                       | Ljubljana          |
| Jadralna zveza Slovenije                    | Koper              |
| Strelska zveza Slovenije                    | Ljubljana          |
| Zveza drsalnih športov Slovenije            | Ljubljana          |
| Planinska zveza Slovenije                   | Ljubljana          |
| Plavalna zveza Slovenije                    | Ljubljana          |
| Teniška zveza Slovenije                     | Ljubljana          |
| Namiznoteniška zveza Slovenije              | Ljubljana          |
| Taekwondo zveza Slovenije                   | Celje              |
| Triatlonska zveza Slovenije                 | Ljubljana          |
| Odbojkarska zveza Slovenije                 | Ljubljana          |
| Zveza vaterpolskih društev Slovenije        | Brezovica          |
| Zveza olimpijskega dviganja uteži Slovenije | Ljubljana          |
| Rokoborska zveza Slovenije                  | Murska Sobota      |

## Priznanja in odlikovanja
12. oktobra 2011 je predsednik Republike Slovenije Danilo Türk odlikoval OZS z zlatim redom za zasluge Republike Slovenije »za uveljavljanje športa kot pomembne prvine kakovosti življenja Slovencev, za zasluge pri razvoju kar najširšega segmenta športa v Sloveniji in za prispevek k slovenskim vrhunskim dosežkom na mednarodnih športnih tekmovanjih«.